# Keetmanshoop

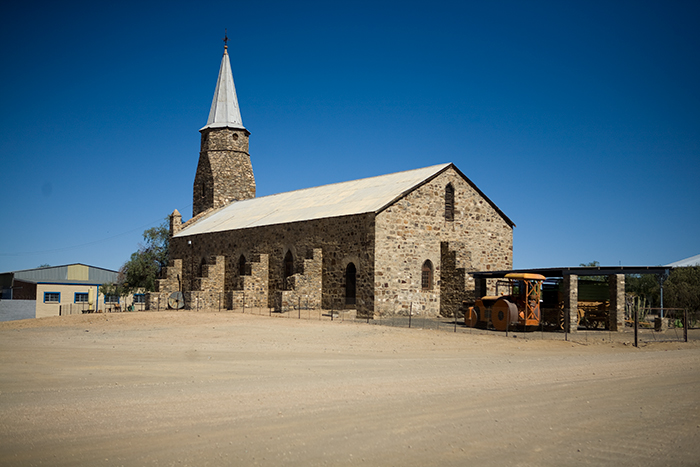
Missionskyrka i Keetmanshoop.

Keetmanshoop är en ort i Namibia, döpt efter den tyska industrimannen Johann Keetman som grundande staden. Folkmängden uppgick till 18 900 invånare vid folkräkningen 2011, på en yta av 586,9 km². Cirka en tredjedel är vita boerättlingar, och afrikaans är det största språket. Orten ligger längs den transnamibiska järnvägen ca 50 mil söder om huvudstaden Windhoek.